# Mexichromis
Mexichromis is een geslacht dat behoort tot de familie van de Chromodorididae.

## Soorten
- Mexichromis antonii (Bertsch, 1976)
- Mexichromis aurora (R. F. Johnson & Gosliner, 1998)
- Mexichromis festiva (Angas, 1864)
- Mexichromis katalexis Yonow, 2001
- Mexichromis lemniscata (Quoy & Gaimard, 1832)
- Mexichromis macropus Rudman, 1983
- Mexichromis mariei (Crosse, 1872)
- Mexichromis multituberculata (Baba, 1953)
- Mexichromis pusilla (Bergh, 1874)
- Mexichromis similaris (Rudman, 1986)
- Mexichromis tica Gosliner, Ortea & Valdés, 2004
- Mexichromis trilineata (A. Adams & Reeve, 1850)
- Mexichromis tura (Marcus & Marcus, 1967)